# Farní sbor Českobratrské církve evangelické v Rusavě
Farní sbor Českobratrské církve evangelické v Rusavě je sborem Českobratrské církve evangelické v Rusavě. Sbor spadá pod Východomoravský seniorát.
Sbor neobsazen, administruje farář Leoš Mach. Kurátorkou sboru Danuše Hanáková.

## Faráři sboru
- Ondřej Lehotský (1782–1785)
- Samuel Šimko (1786–1789)
- Samuel Revický (1789–1795)
- Jan Obernauer (1795–1810)
- Martin Marček (1810–1819)
- Adam Žambokréty (1819–1834)
- Jan Straka (1834–1836)
- Daniel Sloboda (1837–1888)

...
- Bohuslav Vik (1963–1970)
- Tomáš Adámek (1992–1996)
- Ludvík Svoboda (2008–2010)